# Filmspot
Filmspot was een wekelijks filmprogramma waarin elke film die in de Nederlandse bioscopen uitkwam, gerecenseerd werd.

## Formule
De serie werd gepresenteerd door Jac. Goderie, met aandacht voor nieuwe films, zowel in de grote bioscopen als in het filmhuiscircuit. Het doel was dan ook om elke film te bespreken en te recenseren. Het programma kenmerkte zich door een bespreking op kritische wijze van de die week uitgekomen films alsmede een gesproken recensie door de presentator, vaak met een cynische ondertoon gegeven. Met zijn positief-kritische inslag legde Goderie de essentie van de besproken films bloot. Er was sprake van een vaste lijn in smaak die niet a priori de smaak van het grote publiek vertegenwoordigde. Een in dit programma 'negatief beoordeelde' film gaf een bepaalde groep kijkers de motivatie juist wél naar de desbetreffende film te gaan. Smaken verschilden nu eenmaal, volgens de makers.

## Geschiedenis
Filmspot werd in de zomer van 1993 voor het eerst uitgezonden op de lokale Amsterdamse zender AT5. Na één seizoen werd het programma overgenomen door de AVRO, al snel gevolgd door Canal+. Later werd het wekelijkse magazine rond presentator en filmkenner Jac. Goderie op een verscheidenheid aan lokale en regionale zenders uitgezonden. De losse recensies waren ook online te bekijken op de site van Filmfocus.

### Speciale uitzendingen
Het programma kende geen seizoensstop en werd dus daadwerkelijk iedere week uitgezonden. In de week rond Nieuwjaar zond Filmspot een jaaroverzicht uit. De jaaroverzichten werden sinds 2000 ieder jaar uitgezonden. Zo nu en dan kwam het voor dat een hele aflevering aan een film of filmmaker werd gewijd. Zo was bij het verschijnen van de film Der Untergang een uitzending grotendeels gewijd aan een interview met regisseur Oliver Hirschbiegel over deze film. Dit interview werd later ook opgenomen in een speciale editie van de Nederlandse dvd-uitgave (A-Film, 2005). Ook het Filmspot-interview met regisseur Marc Rothemund over zijn film Sophie Scholl - die letzten Tage (2005) was op de Nederlandse dvd verschenen.

### Einde
De laatste seizoenen was het programma wegens het sterk veranderende medialandschap echter niet meer rendabel. Voor Shooting Star was het niet meer haalbaar het langst lopende filmprogramma van de Nederlandse televisie te blijven produceren. In de week van 2 april 2009 liet Goderie voor de laatste keer zijn licht schijnen over de premières van die week. Een week later was er een speciale afscheidsaflevering waarin hij zijn favoriete films van zestien jaar Filmspot presenteerde. Er zijn naar schatting rond de 700 afleveringen gemaakt.

## Trivia
- Jac. Goderie sloot altijd af met de tekst "een dikke doei!"
- Doordat Jac. Goderie afsloot met "een dikke doei", en het ook niet NIET wilde zeggen, besloot AT5 de uitzendingen te stoppen.
- De presentator oordeelde niet over de films van Shooting Star omdat Shooting Star ook de producent was van het filmprogramma.
- In 2000 had Filmspot als enige een interview met Gene Hackman over de film Under Suspicion in Cannes. Na het interview kreeg Hackman te horen dat er geen pressjunckets waren geregeld voor de filmpers. Bovendien had geen enkele journalist de film van tevoren mogen zien. Hackman stapte direct op met de woorden "wat zijn we hier dan nog aan het doen?" en nam het eerste vliegtuig terug naar huis.